# Grenada, Mississippi
Grenada är administrativ huvudort i Grenada County i den amerikanska delstaten Mississippi. Orten grundades år 1836 genom sammanslagning av kommunerna Tullahoma och Pittsburgh.

## Kända personer från Grenada
- Ace Cannon, saxofonist
- Trent Lott, politiker, senator 1989–2007
- Joseph D. Sayers, politiker, Texas guvernör 1899–1903
- William Winter, politiker, Mississippis guvernör 1980–1984